# 斯梅洛耶村委员会
斯梅洛耶村委员会（俄语：Смеловский сельсовет）是俄罗斯联邦阿穆尔州十月区所属的一个村委员会。其下辖有3个居民点，行政中心为斯梅洛耶。据2015年统计，该村委员会的人口为147人。
2015年，斯梅洛耶村委员会并入科罗利村委员会。